# Provincia di Sanmatenga
La provincia di Sanmatenga è una delle 45 province del Burkina Faso, situata nella Regione del Centro-Nord. Il capoluogo è Kaya.

## Struttura della provincia
La provincia di Sanmatenga comprende 11 dipartimenti, di cui 1 città e 10 comuni:

### Città
- Kaya

### Comuni
- Barsalogho
- Boussouma
- Dablo
- Korsimoro
- Mané
- Namissiguima
- Pensa
- Pibaoré
- Pissila
- Ziga